# Liu Jing (tennis de table)
Ne doit pas être confondu avec Liu Jing.
Pour les articles homonymes, voir Liu.
Liu Jing (en chinois : 刘静), née le 25 juillet 1988 à Pizhou (province du Jiangsu), est une pongiste handisport chinoise concourant en classe 2 (athlètes en fauteuil roulant ayant une bonne mobilité du haut du corps). En 2021, elle détient cinq titres mondiaux (2006, 2010, 2014) et huit titres paralympiques (2008, 2012, 2016, 2020) en individuel et par équipes.

## Biographie
Liu Jing est victime de la poliomyélite enfant et perd l'usage de ses jambes.

## Carrière
Depuis ses premiers Jeux paralympiques en 2008, Liu Jing conserve le titre paralympique en classe 2 à chaque édition des Jeux. En 2016 et 2020, elle remporte le titre en battant la Sud-Coréenne Seo Su-yeon,.
Elle possède également 5 titres mondiaux obtenus en 2006, 2010 et 2014, dans l'épreuve individuelle 1-2 et par équipes.

## Palmarès

### Jeux paralympiques
- médaille d'or en individuel classe 1-2 aux Jeux paralympiques d'été de 2008 à Pékin
- médaille d'or par équipes classe 1-3 aux Jeux paralympiques d'été de 2008 à Pékin
- médaille d'or en individuel classe 1-2 aux Jeux paralympiques d'été de 2012 à Londres
- médaille d'or par équipes classe 1-3 aux Jeux paralympiques d'été de 2012 à Londres
- médaille d'or en individuel classe 1-2 aux Jeux paralympiques d'été de 2016 à Rio de Janeiro
- médaille d'or par équipes classe 1-3 aux Jeux paralympiques d'été de 2016 à Rio de Janeiro
- médaille d'or en individuel classe 1-2 aux Jeux paralympiques d'été de 2020 à Tokyo
- médaille d'or par équipes classe 1-3 aux Jeux paralympiques d'été de 2020 à Tokyo

### Championnats du monde
- médaille d'or par équipes classe 1-3 aux Mondiaux 2006 à Montreux
- médaille d'or par équipes classe 1-3 aux Mondiaux 2010 à Gwangju
- médaille d'or en individuel classe 1-2 aux Mondiaux 2010 à Gwangju
- médaille d'or par équipes classe 1-3 aux Mondiaux 2014 à Pékin
- médaille d'or en individuel classe 1-2 aux Mondiaux 2014 à Pékin

### Jeux para-asiatiques
- médaille d'or par équipes classe 1-3 aux Jeux para-asiatiques de 2010 à Canton
- médaille d'or par équipes classe 1-3 aux Jeux para-asiatiques de 2014 à Incheon
- médaille d'or en individuel classe 1-2 aux Jeux para-asiatiques de 2014 à Incheon
- médaille d'argent en individuel classe 1-3 aux Jeux para-asiatiques de 2014 à Incheon

### Championnats d'Asie
- médaille d'or en individuel classe 1-3 aux Championnats d'Asie 2005 à Kuala Lumpur
- médaille d'or en individuel classe 1-2 aux Championnats d'Asie 2007 à Séoul
- médaille d'or par équipes classe 1-3 aux Championnats d'Asie 2007 à Séoul
- médaille d'or en individuel classe 1-2 aux Championnats d'Asie 2009 à Amman
- médaille d'or par équipes classe 1-3 aux Championnats d'Asie 2009 à Amman
- médaille d'or en individuel classe 1-2 aux Championnats d'Asie 2011 à Hong Kong
- médaille d'or en individuel classe 1-2 aux Championnats d'Asie 2013 à Pékin
- médaille d'or par équipes classe 1-3 aux Championnats d'Asie 2013 à Pékin
- médaille d'or par équipes classe 1-3 aux Championnats d'Asie 2015 à Amman
- médaille d'or en individuel classe 1-2 aux Championnats d'Asie 2019 à Taichung
- médaille d'argent en individuel classe 1-2 aux Championnats d'Asie 2015 à Amman